# Geroda (Türingia)
Geroda település Németországban, azon belül Türingiában. Lakosainak száma 217 fő (2023. december 31.). Geroda Triptis és Mittelpöllnitz községekkel határos.

## Népesség
A település népességének változása:
| Lakosok száma | 240  | 233  | 230  | 232  | 217  |
|               | 2017 | 2019 | 2021 | 2022 | 2023 |